# Demise
Demise (z latiny: dimissio = opuštění) označuje odstoupení konkrétní osoby nebo skupiny osob z výkonu funkce či úřadu před koncem funkčního období. Pojem demise je obvykle používán v politické sféře, nejčastěji u členů vlády. U hlav států se mluví o abdikaci.
V České republice je demise členů vlády upravena v čl. 73 Ústavy, podle kterého předseda vlády podává svou demisi přímo do rukou prezidenta republiky a ostatní členové vlády do rukou prezidenta republiky jeho prostřednictvím. V případě ministrů je tedy patrné, že jejich demisi musí akceptovat jak předseda vlády, tak prezident republiky. Otázka, zda existuje povinnost demisi přijmout, není vyřešena, může tak jít jen o otázku ústavních zvyklostí. Výslovně je tato povinnost upravena jen v případě povinné demise celé vlády, která nastává tehdy, pokud jí Poslanecká sněmovna na žádost nevyslovila důvěru nebo jí z vlastního podnětu vyslovila nedůvěru, případně pokud se sejde nově zvolená Poslanecká sněmovna. Navíc, pokud by vláda demisi v takových případech nepodala, prezident republiky by měl dle čl. 75 Ústavy povinnost ji odvolat.